# Polygala venenosa
Polygala venenosa är en jungfrulinsväxtart som beskrevs av Antoine Laurent de Jussieu och Jean Louis Marie Poiret. Polygala venenosa ingår i släktet jungfrulinssläktet, och familjen jungfrulinsväxter. Inga underarter finns listade i Catalogue of Life.